# Barwy ochronne
Barwy ochronne – polski film fabularny z 1976 roku w reżyserii Krzysztofa Zanussiego zaliczany do nurtu kina moralnego niepokoju. Osią filmu jest pojedynek postaw dwóch językoznawców, idealistycznego asystenta Jarosława Kruszewskiego (Piotr Garlicki) i cynicznego docenta Jakuba Szelestowskiego (Zbigniew Zapasiewicz) podczas studenckiego obozu językoznawczego. Jakub próbuje uświadomić Jarkowi, że ten nie dostrzega powszechnego kunktatorstwa oraz korupcji panującej na wyższej uczelni.
Zrealizowany przez Zespół Filmowy „Tor” film Zanussiego spotkał się z powszechnym uznaniem, co wiceminister kultury Janusz Wilhelmi usiłował wykorzystać do rozgrywki politycznej przeciwko równolegle wyświetlanemu Człowiekowi z marmuru (1976) Andrzeja Wajdy. Barwy ochronne zdobyły Grand Prix Festiwalu Polskich Filmów Fabularnych, na którym doceniono również scenariusz Zanussiego oraz rolę Zapasiewicza. W recenzjach krytycznych przeważnie przyznawano moralną wyższość rozczarowanemu życiem uczelnianym docentowi Szelestowskiemu.

## Fabuła
Akcja Barw ochronnych toczy się podczas studenckiego obozu językoznawczego, którego kierownikiem jest preferujący partnerską współpracę ze studentami młody asystent Jarosław Kruszewski. Dopuszcza do konkursu spóźnioną pracę badawczą z Torunia, mimo że prorektor jest niechętny temu ośrodkowi badawczemu. Jarosław nie potrafi wyjaśnić studentom, dlaczego ich koledzy z Torunia zostali wyłączeni z obozu. Wyręcza go docent Jakub Szelestowski, który zakazuje dyskusji na ten temat .
Podczas trwającego konkursu na najlepsze prace naukowe rozprawa toruńskiego studenta Raczyka spotyka się z entuzjazmem słuchaczy, lecz uczelniani pedagodzy są wobec niej sceptyczni. Jarosław, rozczarowany konformizmem kadry akademickiej, brata się z młodszymi kolegami. Szczególną sympatią darzy angielską stypendystkę Nelly, jednak nie zdobywa się na zbliżenie miłosne. Jako sekretarz jury Jarosław wywalcza wyróżnienie dla Raczyka, jednak główną nagrodę otrzymuje praca konwencjonalna. Gdy przybywa prorektor z żoną i dzieckiem, sarkastyczny docent Jakub dzieli się z Jarosławem swą opinią o przełożonym . Prorektor zdaniem Szelestowskiego jest oszustem, który w swojej rozprawie habilitacyjnej dokonał plagiatu pracy autora zmuszonego do wyjazdu za granicę. Jarosław chce zweryfikować rewelacje docenta, jednak ten zręcznie wycofuje się z zarzutu .
Uroczystość wręczenia nagród zostaje zakłócona przez Raczyka, który gryzie rektora w ucho. Ten nakazuje usunąć Raczyka z obozu. Jarosław bezskutecznie próbuje mediacji, a Raczyk zostaje wyprowadzony przez milicję. Jakub, szydząc z Jarosława, przedstawia nową wersję habilitacji prorektora, wedle której sam ją napisał pod przymusem. Nocą podczas spaceru Jakub celowo pokazuje Jarosławowi Nelly, która uprawia seks z jednym ze studentów. Jarosław w furii uderza śmiejącego się Jakuba, który pada bez ruchu. Asystent obawia się, że zabił docenta, lecz okazuje się, że to kolejny żart Jakuba. Jarosław rzuca się na Szelestowskiego i próbuje go utopić, jednak w ostatniej chwili puszcza go. Obaj naukowcy, uspokajając się, wpatrują się w niebo .

## Obsada
Źródło: FilmPolski.pl
| Lp. | Aktor                    | Rola                                                 |
| 1.  | Piotr Garlicki           | mgr Jarosław Kruszewski, sekretarz obozu             |
| 2.  | Zbigniew Zapasiewicz     | docent Jakub Szelestowski, opiekun obozu             |
| 3.  | Christine Paul-Podlasky  | studentka Nelly Livington-Pawluk, uczestniczka obozu |
| 4.  | Mariusz Dmochowski       | prorektor Bolesław                                   |
| 5.  | Wojciech Alaborski       | docent Kiszewski z Wrocławia                         |
| 6.  | Mieczysław Banasik       | pan Józef, członek kadry obozu                       |
| 7.  | Krystyna Bigelmajer      | pani Zofia, członkini kadry obozu                    |
| 8.  | Jadwiga Colonna-Walewska | kierowniczka dziekanatu                              |
| 9.  | Alfred Freudenheim       | urzędnik                                             |
| 10. | Marian Glinka            | kierownik ośrodka obozowego                          |
| 11. | Anna Grzeszczak          | dziewczyna z kuchni                                  |
| 12. | Iwona Słoczyńska         | pani Ania, członkini kadry obozu                     |
| 13. | Krystyna Sznerr          | pani Magda, członkini kadry obozu                    |
| 14. | Lech Emfazy Stefański    | docent                                               |
| 15. | Marek Wojciechowski      | pan Franek, członek kadry obozu                      |
| 16. | Magdalena Zawadzka       | Mariola, żona prorektora                             |
| 17. | Eugeniusz Priwieziencew  | Konrad Raczyk, student z Torunia                     |
| 18. | Riccardo Salvino         | włoski uczestnik obozu                               |
| 19. | Andrzej Bartmański       | student, uczestnik obozu                             |
| 20. | Hanna Bieluszko          | studentka, uczestniczka obozu                        |

| Lp. | Aktor                   | Rola                                                   |
| 21. | Hanna Bieniuszewicz     | studentka, uczestniczka obozu                          |
| 22. | Ryszard Faron           | student IV roku Grusznic, uczestnik obozu              |
| 23. | Mieczysław Hryniewicz   | student, uczestnik obozu                               |
| 24. | Małgorzata Jarmicka     | studentka, uczestniczka obozu                          |
| 25. | Dorota Kamińska         | studentka Maria Piechowiak, zwyciężczyni konkursu      |
| 26. | Tomasz Kamiński         | student, uczestnik obozu                               |
| 27. | Ilona Łepkowska         | studentka, uczestniczka obozu                          |
| 28. | Karol W. Małcużyński jr | student, uczestnik obozu                               |
| 29. | Maria Mamona            | studentka, uczestniczka obozu                          |
| 30. | Borys Marynowski        | milicjant aresztujący Konrada Raczyka                  |
| 31. | Leszek Mystkowski       | student, uczestnik obozu                               |
| 32. | Joanna Pacuła           | studentka, uczestniczka obozu                          |
| 33. | Piotr Pręgowski         | student, uczestnik obozu                               |
| 34. | Jerzy Rogulski          | student, uczestnik obozu                               |
| 35. | Marek Zalewski          | student, uczestnik obozu                               |
| 36. | Jolanta Żółkowska       | studentka, uczestniczka obozu                          |
| 37. | Halina Mikołajska       | aktorka recytująca wiersze Baczyńskiego i Szymborskiej |
| 38. | Cezary Owerkowicz       | akompaniator na fortepianie występu aktorki            |
| 39. | Magdalena Chilmon       | studentka w jadalni                                    |

## Produkcja

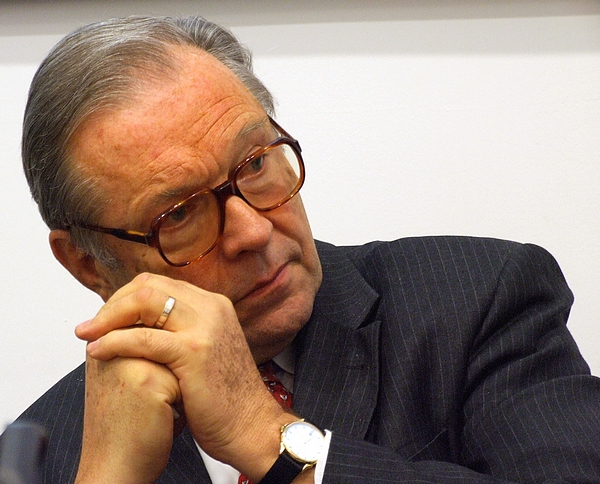
Krzysztof Zanussi, reżyser filmu

Na pomysł stworzenia Barw ochronnych Zanussi wpadł podczas powrotu samolotem z Australii. Wtedy też napisał zarys przyszłego projektu. Kierownik artystyczny Zespołu Filmowego „Tor”, Stanisław Różewicz, bez wątpliwości zaakceptował scenariusz Zanussiego i skierował film do produkcji.
Okres zdjęciowy Barw ochronnych trwał 20 dni. Film kręcono w pośpiechu w ośrodku wypoczynkowym w Rozalinie pod Warszawą, a Różewicz i Zanussi mieli wątpliwości, czy dialog „dwóch facetów, którzy chodzą i gadają”, nie nadaje się bardziej do telewizji aniżeli do kina. Odgrywający rolę Szelestowskiego Zbigniew Zapasiewicz łączył udział w zdjęciach z intensywną pracą w Teatrze Dramatycznym, gdzie przygotowywał premierę Kubusia Fatalisty i jego pana Denisa Diderota. Po latach aktor wspominał: „Jeździłem tam [do ośrodka w Rozalinie] po próbie w teatrze i często wracałem na spektakl, czasem dojeżdżałem na plan na dwie godziny. Wszystko było gotowe; co się dało, było zrobione na dublerze [...] Byłem wtedy w niezłej formie, przyjeżdżałem już przygotowany i ciach, tak z lewej ręki to zrobiłem. Bardzo ciekawe doświadczenie: coś niepoprzedzone przygotowaniami, rozmyślaniami, tylko takie wejście na strzał”.
Zanussi improwizował, nakazując obsadzie i ekipie filmowej iść wzdłuż wyznaczonej alejki, a spontaniczny charakter produkcji komentował następująco: „Czułem się jak amator”. Autorem zdjęć do Barw ochronnych był Edward Kłosiński, który uważał się za spadkobiercę takich operatorów jak Jerzy Wójcik i Witold Sobociński. W Barwach ochronnych Kłosiński zmierzał ku możliwie największemu „unaturalnieniu” fotografii, ów efekt osiągając za pomocą naturalnych plenerów, oświetlenia oraz techniki kręcenia ujęć „z ręki”.
Ukończywszy film, Zanussi musiał się ustosunkować do uwag cenzury, która próbowała go zmusić do wycięcia nagrań z Haliną Mikołajską, ówczesną członkinią opozycyjnego Komitetu Obrony Robotników. Minister kultury i sztuki Józef Tejchma wstawił się jednak za Zanussim, dzięki czemu film mógł wejść na ekrany.
Cenzura wprowadziła jednak zapis cenzorski obowiązujący media: „W dniu 27.1.1977 r. odbędzie się premiera filmu K. Zanussiego «Barwy ochronne». Nie należy podawać żadnych informacji o tej imprezie, jak również wzmianek, omówień, reklamy filmu, zarówno przed, jak i po premierze”. Ów zapis ujawnił w tym samym roku Tomasz Strzyżewski w Czarnej księdze cenzury PRL.
Zanussiego uwikłano potem w intrygę następcy Tejchmy, Janusza Wilhelmiego, wiceministra kultury i sztuki. Po dymisji ministra Tejchmy spowodowanej dopuszczeniem do ukończenia produkcji Człowieka z marmuru (1976) Andrzeja Wajdy, Wilhelmi usiłował przeciwstawić rzekomo nieudanemu filmowi Wajdy właśnie Barwy ochronne. W trakcie Forum Filmowców, poprzedzającego rozdanie nagród na Festiwalu Polskich Filmów Fabularnych, Zanussi wraz z częścią reżyserów przypuścił otwarty atak na Wilhelmiego.
Wiedząc, że Zanussi solidaryzuje się z Wajdą, Wilhelmi przysłał rządowy samolot, którym reżyser Barw ochronnych miał przylecieć na uroczystość wręczenia nagród. Na prośbę Zanussiego pilot samolotu zaaranżował „poważne problemy przy starcie”, dzięki czemu reżyser uniknął udziału w rozgrywce wiceministra. Po premierze Barw ochronnych zdymisjonowany Tejchma doradził jednak Zanussiemu, aby ten na pewien czas wyjechał z kraju.

### Wydania
W 1988 roku Barwy ochronne zostały wydane w Stanach Zjednoczonych na kasetach VHS z podtytułem Satyra obyczajowa (Camouflage: A Contemporary Satire). Dystrybutorem nagranych kopii filmu była spółka Contal International. W 2004 roku spółka Vision Film Distribution opublikowała wersję filmu na płyty DVD. Natomiast w 2011 roku Barwy ochronne zostały poddane rekonstrukcji cyfrowej, dodatkowo oryginalny jednokanałowy dźwięk zastąpiono formatem 5.1. Zrekonstruowana wersja filmu w Polsce ukazała się w 2015 roku na Blu-rayu nakładem warszawskiego wydawnictwa Di Factory, a do wydania dołączono relację z rekonstrukcji filmu oraz zwiastun sporządzony przedtem na potrzeby festiwalu polskich filmów Martin Scorsese Presents: Masterpieces of Polish Cinema.

## Odbiór

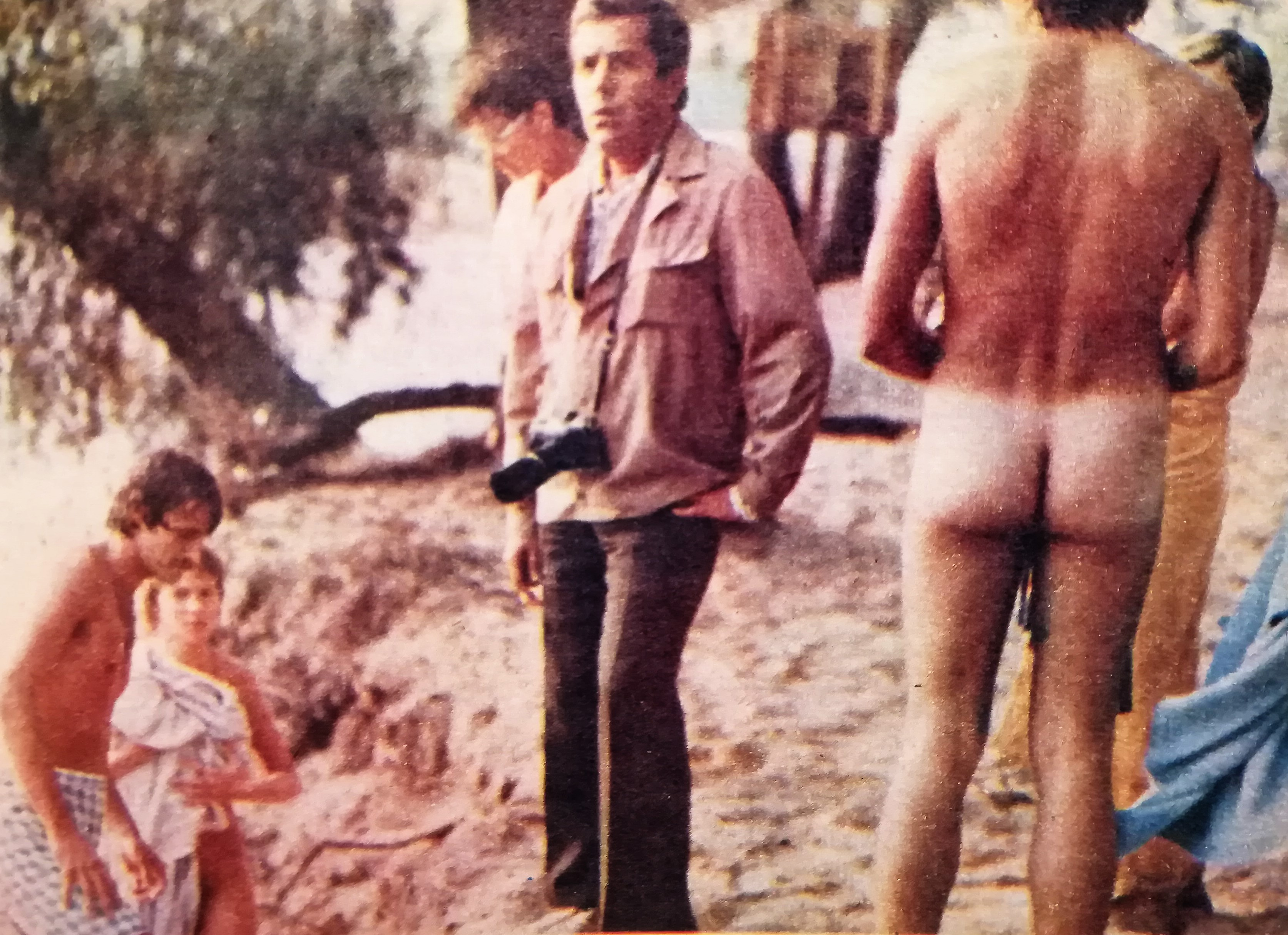
Zbigniew Zapasiewicz (w środku), odtwórca roli Jakuba, na planie filmu

Odbiór Barw ochronnych był pozytywny, a film wzbudził szereg różnorodnych interpretacji. Nawet na ogół krytyczny wobec twórczości Zanussiego Zygmunt Kałużyński (który wymyślił epitet „Krzysztof Zanudzi”) , uznał Barwy ochronne za jedyny film reżysera, który mu się faktycznie podobał . Rafał Marszałek wyraził opinię, iż Barwy ochronne są „znakomitym filmem, [...] pierwszym tak bezwzględnym w twórczości Zanussiego” . Aleksander Jackiewicz rozpoznał w filmie formę dialogu pomiędzy mistrzem a uczniem: „Mistrz uczy ucznia umiejętności przystosowywania się wobec zła: wobec kostnienia starych, koniunkturalizmu młodych, wygodnictwa społeczeństwa okresu stabilizacji. A uczeń, z początku buntujący się, w końcu – rozsądny – ulega”. Również Dobrochna Dabert przychyliła się do opinii, iż film Zanussiego nawiązuje do konwencji dialogów platońskich, a Szelestowski odgrywa rolę „filozoficznego akuszera”. Marek Radziwon stwierdził, że Szelestowski w wydaniu Zapasiewicza „jako człowiek w istocie rzeczy nieszczęśliwy wzbudza naszą sympatię”, lecz jego tryumf jest „pozorny, ponieważ zostaje okupiony cierpieniem”. Mariola Marczak pisała, iż „reżyser wskazuje na indywidualną odpowiedzialność moralną za kształt środowiska i państwa, w którym się żyje, oraz na transcendentne źródło etyki”. W opinii Marczak docent jest postacią tragiczną, „człowiekiem w pełni świadomym swojego upadku, Faustem, którego korzyści paktu z diabłem już nie cieszą” i który dąży do przyspieszenia swojej śmierci. Sebastian Jagielski zaproponował zupełnie inną interpretację w duchu teorii queer, twierdząc, iż docent Szelestowski przejawia skłonności homoerotyczne i uwodzi Kruszewskiego, dążąc równocześnie do bycia uwiedzionym. Zdaniem Jagielskiego homoerotycznym wyrazem owego zauroczenia jest finałowa tarzanina, po której Szelestowski mówi Jarosławowi: „wylazło z ciebie zwierzę”.
Również za granicą film spotkał się z uznaniem. Leonard Maltin ocenił Barwy ochronne jako „ostrą, zabawną satyrę na zepsucie moralne i hierarchię komunistyczną”. Ronald Bergan pisał, iż „Zanussi z charakterystycznym niedopowiedzeniem i inteligencją zaznacza swoje terytorium, pokazując w serii przenikliwych dialogów zderzenie dwóch pokoleń”. Zdaniem Mike’a Walsha z serwisu „Senses of Cinema” Barwy ochronne są jednym z najlepszych filmów Zanussiego, a szczególne pochwały zebrały dialogi będące siłą napędową filmu . Ela Bittencourt z magazynu „Slant” szczególnie chwaliła kreację Zapasiewicza. Dzięki aktorstwu Zapasiewicza oraz zabiegom Zanussiego – jak twierdziła Bittencourt – „nikczemność Jakuba jest zabawna i na tyle złożona, że można ją przeciwstawić Jarkowi, którego pycha we własnym, lepszym osądzie moralnym zaczyna wyglądać na samozadowolenie, a nawet jest nieszczera” . Drew Hunt z „Chicago Readera” umieścił w 2014 roku Barwy ochronne na czwartym miejscu na liście najlepszych polskich filmów wszech czasów .

## Nagrody i festiwale
Barwy ochronne zostały nagrodzone Grand Prix 4. Festiwalu Polskich Filmów Fabularnych w Gdańsku; nagroda za scenariusz powędrowała do Krzysztofa Zanussiego, a Zbigniew Zapasiewicz otrzymał również nagrodę za pierwszoplanową rolę męską. Na Międzynarodowym Festiwalu w Teheranie Zanussi zdobył Złotego Koziorożca za reżyserię, a na MFF w Rotterdamie – nagrodę dziennikarzy. W plebiscycie przeprowadzonym przez pismo „Film” Piotr Garlicki został uhonorowany Złotą Kamerą za debiut aktorski. Amerykański reżyser Martin Scorsese uznał dzieło Zanussiego za jedno z arcydzieł polskiej kinematografii i w 2014 roku wytypował je do prezentacji w Stanach Zjednoczonych oraz Kanadzie w ramach festiwalu polskich filmów Martin Scorsese Presents: Masterpieces of Polish Cinema.

## Nawiązania
Barwy ochronne, wespół z Człowiekiem z marmuru Wajdy, są uznawane za dzieło założycielskie kina moralnego niepokoju, nurtu krytycznego wobec przemian społecznych zachodzących w Polsce. Formułę filmową, która zdaniem Sławomira Bobowskiego polegała na zestawieniu ze sobą postaw „uczciwej” i „oportunistycznej”, Zanussi powielił w swoich kolejnych filmach, takich jak Constans (1980) oraz Kontrakt (1980). Grany przez Tadeusza Bradeckiego bohater Constansu po śmierci matki odrzuca całkowicie postawę konformistyczną, za co płaci wysoką cenę. Natomiast w Kontrakcie nawet młodzi kontestatorzy rzeczywistości ulegają skorumpowanym rodzicom, osuwając się w hedonizm. W dużo późniejszym filmie Zanussiego, Życiu jako śmiertelnej chorobie przenoszonej drogą płciową (2000), Zapasiewicz powtórzył swoją kreację cynicznego mężczyzny z wyższym wykształceniem. Do Barw ochronnych reżyser nawiązał jeszcze w filmie Rewizyta z 2008 roku, którego jeden z wątków dotyczył ponownego spotkania Jarosława z Jakubem. W obu rolach wystąpili aktorzy z oryginalnego filmu. Podobieństwo do Barw ochronnych przejawiał jeszcze film Jak żyć (1977) w reżyserii Marcela Łozińskiego, również nakręcony metodą
improwizacji, ze współudziałem naturszczyków oraz obsady aktorskiej.